# De Graff (Ohio)
De Graff és una població dels Estats Units a l'estat d'Ohio. Segons el cens del 2000 tenia 1.212 habitants.

## Demografia
Segons el cens del 2000, De Graff tenia 1.212 habitants, 479 habitatges, i 329 famílies. La densitat de població era de 544,1 habitants per km².
Dels 479 habitatges en un 31,9% hi vivien nens de menys de 18 anys, en un 54,7% hi vivien parelles casades, en un 9% dones solteres, i en un 31,3% no eren unitats familiars. En el 29,2% dels habitatges hi vivien persones soles el 14,6% de les quals corresponia a persones de 65 anys o més que vivien soles. El nombre mitjà de persones vivint en cada habitatge era de 2,53 i el nombre mitjà de persones que vivien en cada família era de 3,12.
Per edats la població es repartia de la següent manera: un 26,7% tenia menys de 18 anys, un 10,3% entre 18 i 24, un 27% entre 25 i 44, un 23,2% de 45 a 60 i un 12,9% 65 anys o més.
L'edat mediana era de 35 anys. Per cada 100 dones de 18 o més anys hi havia 92,4 homes.
La renda mediana per habitatge era de 34.833 $ i la renda mediana per família de 43.365 $. Els homes tenien una renda mediana de 35.859 $ mentre que les dones 25.500 $. La renda per capita de la població era de 18.548 $. Aproximadament el 8% de les famílies i el 8,2% de la població estaven per davall del llindar de pobresa.

## Poblacions més properes
El següent diagrama mostra les poblacions més properes.